# Торонтська консерваторія
Королівська консерваторія музики (англ. The Royal Conservatory of Music) — вищий музичний навчальний заклад в Торонто. 
Заснована в 1886 році як «Торонтська консерваторія музики» (англ. The Toronto Conservatory of Music) канадським музикантом Едвардом Фішером. В 1947 році Британський король Георг VI узяв консерваторію під свою опіку, в результаті чого вона отримала сучасну назву. У 1963-1991 консерваторія була підпорядкована Торонсткому університету. 
Серед знаменитих випускників консерваторії - Ґленн Ґульд, Оскар Пітерсон, Даяна Кролл.